# Monopeltis scalper
Monopeltis scalper — вид плазунів з родини амфісбенових (Amphisbaenidae). Ендемік Демократичної Республіки Конго.

## Підвиди
Виділяють два підвиди:
- Monopeltis scalper gerardi (Boulenger, 1913);
- Monopeltis scalper scalper (Günther, 1876).

## Поширення і екологія
Monopeltis scalper мешкають в регіоні Катанга на південному сході ДР Конго. Вони живуть в саванах, на висоті від 585 до 890 м над рівнем моря.